# アルフォンス・レヴィ

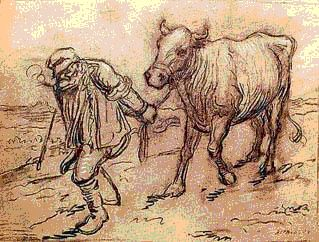
アルザスの家畜商人

アルフォンス・レヴィ、ペンネームはサイード（Saïd）（Alphonse Lévy、1843年1月8日 - 1918年2月2日）はフランスの画家、版画家、挿絵画家である。ユダヤ人社会の生活を描いた版画集で知られる。

## 略歴
アルザス地方のマルムーティエのユダヤ人の商人の家に生まれた。1848年の革命時におきた反ユダヤ人暴動によって家族はストラスブールに移った。高校で学ぶうちに美術への情熱から1860年にパリに出て、ジャン＝レオン・ジェロームの教室で学び、その後、カロリュス＝デュランと知り合った。レヴィは、風刺画も描いたオノレ・ドーミエやユダヤ人を多く描いたレンブラントの作品から学んだ。
1865年から、多くの出版物に作品を描くようになった。政治的な作品が多く、1870年の普仏戦争とパリ・コミューンの成立時には、帝政に批判的で、コミューンに好意的な風刺漫画をサイードのペンネームで発表した。
普仏戦争後は、政治的でない書籍の挿絵を描き、よく売れたティソ（Victor Tissot）の"Voyage aux pays des milliards"などの挿絵を描いた。1876年頃から、アルザス地方のユダヤ人の生活を題材にした版画作品の製作を始め、1886年にアルザス出身の作家カーアン（Leon Cahun）の「ユダヤ人の生活」（"La Vie juive"）や絵入り雑誌「ル・モンド・イリュストレ」 の挿絵を描いた。
1903年にユダヤ人の家庭を描いた画集を出版したが、パリのユダヤ人社会からは、みすぼらしさなどから不評であり、ドイツのユダヤ人向け雑誌「Ost und West」のひどい批評を受けた。美術評論家からは評価され、美術館は何点かのレヴィの版画を購入した。1874年からサロン・ド・パリに出展するようになり、1900年のパリ万国博覧会で版画部門の賞を受賞した。
1904年から冬はアルジェリアで過ごすようになり、アルジェリアのユダヤ人社会を描いた。アルジェで没した。

## 作品

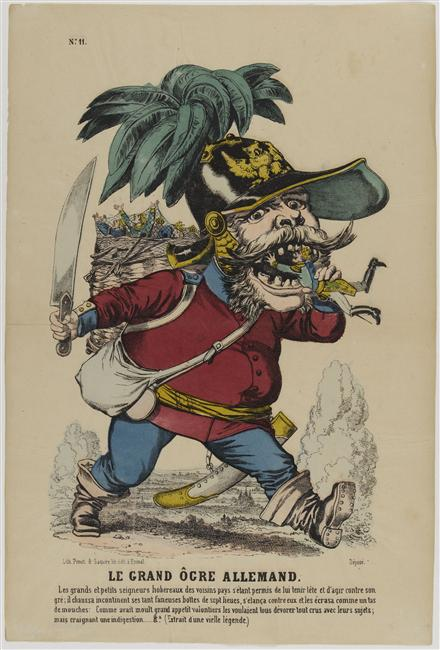
風刺漫画
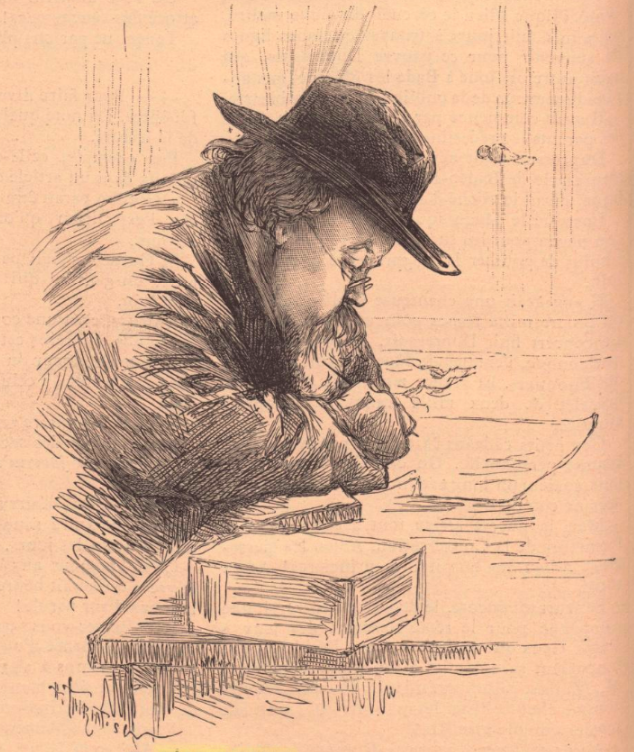
レオンス・プチ-版画家
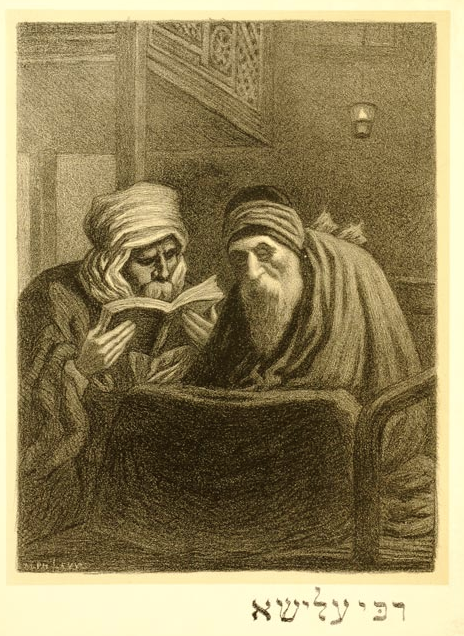
Rabbi Elischa
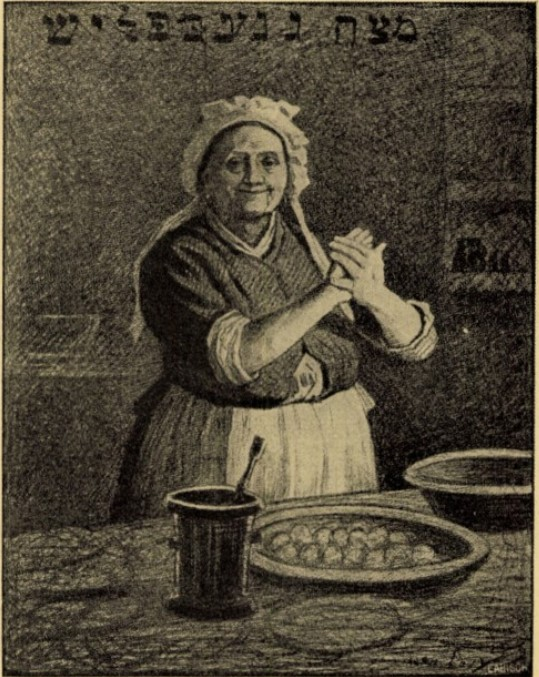
過越の祭り
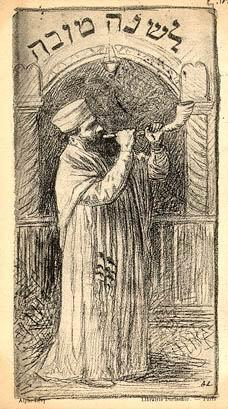
ショファルを吹く人